# إذاعة المكلا
إذاعة المكلا هي إذاعة يمنية تأسست في 28 سبتمبر 1967م باسم صوت الجبهة القومية لتحرير الجنوب اليمني المحتل وذلك بعد سلسلة محاولات جدت للاستفادة من أجهزة اللاسلكي التي كانت تستخدم وفق ذاك من قبل المؤسسات العسكرية، وكانت مساحة الإرسال في الأيام التجريبية الأولى لاتغطي حتى مدينة المكلا والضواحي المجاورة لها وتم الاستفادة بعد ذلك من الجهاز الخاص بإرسال البرقيات إلى مختلف مناطق المحافظة بعد توقفه يستخدم كجهاز إرسال للإذاعة لفترة ساعة أو ساعتين ونجحت التجربة بهذا الجهاز في إيصال صوت إذاعة المكلا إلى كامل مدينة المكلا وضواحيها وتخطاها ليصل إلى الشحر والغيل وبعض مناطق الوادي، كان للإذاعة دور بارز ومؤثر في استنهاض همم الجماهير وكسب التفافها وتأييدها للجبهة القومية والتبشير بأهداف ومثل الثورة التي تقوده ذلك قبيل موعد الاستقلال الوطني في الثلاثين من نوفمبر 1976م.

## بعد الاستقلال
بعد الاستقلال مباشرة وإعلان الجمهورية تم استيعاب نشاط الإذاعة ضمن إدارة النشر والأعلام بالمحافظة، واعتمدت بها وظائف محدودة وميزانية متواضعة وبهذا القرار يعتبر البداية الحقيقية لتأسيس نشاط إعلامي مبرمج ومنظم.
بلغ إجمالي الموظفين في أكتوبر 1968م اثنا عشر موظفاً أما المساهمين فقد بلغوا خمسة وعشرين مساهماً وبقرار من محافظ المحافظة بتاريخ 1968/7/4م تحددت بموجبها مهام العاملين في الإدارة وقسمتها إلى قسمين:
1. قسم الإذاعة وعدد موظفيه ثمانية فقط.
2. قسم النشر وعدد موظفيه أربعة فقط.

إلى جانب عمل الإذاعة كان قسم النشر يصدر نشرة يومية لأهم الأخبار، كما يقوم بإصدار بعض النشرات التي تحتوي على الخطب السياسية وبعض المواد الإرشادية وهناك سينما متنقلة في سيارة تابعة للقسم تقوم بعرض الأفلام الوثائقية وكذا بعض الأفلام الروائية التي يهدف من ورائها المكتب إلى الحصول على دخل لتغطية جزء من موازنته العامة.
وأن هذه الفترة تعتبر فترة تواصل لتكوين الإذاعة المتكاملة من جميع النواحي وتعتبر الفترة من عام 1968م حتى 1979م فترة التكوين والنمو للإذاعة والشيء المميز في هذه الفترة أنه التف حول الإذاعة عدد كبير من المساهمين، معدين، ومقدمين، من ذوي الكفاءات الجيدة الذين كان لبرامجهم مدى واسع في أوساط المستمعين كما أن عدداً من المذيعين الذين عملوا في الإذاعة هم اليوم في الفنانين والبرنامجيين في بعض الأجهزة الإعلامية الأخرى وهم جميعاً انتقلوا بسبب حالتهم المعيشية التي لم تتحسن منذ توظيفهم ورغبة منهم في الانتقال إلى الأحسن.

## إذاعة المكلا في الثمانينات
في بداية الثمانينات بداء التطور الحقيقي لإذاعة المكلا ففي عام 1981م تم تكوين الأقسام التخصصية في الإذاعة وهي:
- قسم البرامج.
- قسم الأخبار.
- قسم الهندسة.

هذا إضافة إلى القسم المالي والإداري الذي مهمته الشؤون الإدارية والمالية. وفي عام 1982م تم فصل إذاعة المكلا عن إدارة الأعلام ومنحت الإذاعة استقلالية مالية وإدارية مكنتها من أحداث تطور شامل في مختلف نواحي العمل. ويمكن إبراز أهم النجاحات التي تحققت بين الفترة من عام 1980م حتى عام 1985م في النقاط الرئيسية التالية:
- تم نقل جهاز الإرسال الإذاعي الصغير بقوة (250 واط) إلى غرف صغيرة بقصر (14 أكتوبر) وذلك ساعد على تسجيل البرامج الإذاعية بعد بدء الإرسال الإذاعي ومكن الإذاعة من استحداث فترة إرسال صباحية.
- تم توفير جهاز إرسال إذاعي من نوع (تسلا TESLA) بقوة واحد كيلو واط وذلك ساعد على جعل إرسال الإذاعة أكثر وضوحاً خاصة في مدينة المكلا وضواحيها.
- تم إضافة استديو آخر صغير هو الاستديو الثالث. (استديو الفقيد باناجة) حالياً حيث خصص للبث الصباحي مما سهل على قسم البرامج تسجيل البرامج الإذاعية في سهولة واخذ الوقت الكافي للتنفيذ والإخراج.
- تطوير المكتبة الموسيقية وتوسيع عملها وتوفير الاشلاف الحديثة لها ورفدها بالنتاجات الفنية الجديدة.
- تنظيم عمل قسم الأخبار وتطوير مستوى ادائه وتنظيم أرشيف المعلومات ونشر المراسلين التابعين للقسم في مختلف المديريات وإرساء تقليد البعثات الإعلامية للنزول للمديريات لإجراء اللقاءات والتحقيقات الاقتصادية ونشرها من خلال برامج الإذاعة.
- تكوين هيئة تحرير وتحديد صلاحياتها واختصاصاتها وتنظيم عملها تتطلع بمهام الإشراف اليومي المباشر على العمل الإبداعي الإذاعي.
- إرسال بعض العاملين في دورات إعلامية في الخارج وتنظيم دورات إعلامية قصيرة هنا في المحافظة ودورات خاصة للمذيعين والمحررين ومعدي البرامج في اللغة العربية.
- تحسين مستوى البرمجة والتخطيط للعمل من خلال إعداد الخطط القصيرة والطويلة ومتابعة تنفيذها وتحقيق نجاحات طيبة في مستوى التنفيذ جعلت الإذاعة تحصل على الشهادات التقديرية وتحظي بمكانة طيبة في أوساط المستمعين كما منحت الإذاعة (علم محافظة حضرموت) نظير جهودها الإعلامية المبذولة وتم تكريم العديد من موظفيها خلال أعياد العلم السنوية التي كانت تتم في العاشر من سبتمبر كل عام.
- تم تحديث الاستوديوهات وتوفير المسجلات الجديدة لها وتحسين مستوى فعاليتها وتوفير أجهزة أخرى مساعدة كلها ساعدت على تطوير العمل البرامجي الإذاعي.
- تحسين مستوى المادة الإذاعية من خلال إشراك عدد من المعدين الجيدين والتقييم الدوري للمادة البرامجية وتنظيم الندوات التخصصية عنها.
- تحسين مستوى النقل الخارجي سواء الفعاليات السياسية التي تتم في قصر 14اكتوبر أو المباريات الرياضية من ملعب الفقيد بارادم وغيرها.
- إصدار نشرة دورية عرفت باسم هنا المكلا صدر منها (13) عدد وتوقفت عن الصدور في أكتوبر 1985م تلك هي أبرز النجاحات المحققة في الفترة أعلاه فضلاً عن نجاحات أخرى حققتها الإذاعة، حيث استطاعت أن تحظى بشعبية واسعة في أوساط المستمعين في المناطق التي تصل إليها، ظهر ذلك في رسائل الثناء والإعجاب التي تصل الإذاعة والتي بلغت رقم قياسياً في هذه الفترة وصل معدلها إلى قرابة مائتين رسالة أسبوعياً.

وفي شهر أكتوبر من عام 1988م تم افتتاح وتشغيل محطة الإرسال الإذاعي بقوة 50 كيلو واط والتي كان لها الأثر الكبير في إيصال صوت إذاعة المكلا بشكل واضح وأكثر وجودة إلى العديد من المناطق فبدخول هذا الجهاز مرحلة التشغيل اتسعت رقعة الإرسال الإذاعي لتغطي معظم شبوة والمهرة ومعظم مناطق جزيرة سقطرى حيث كسبت الإذاعة مستمعين جدداً في هذه المناطق، وكانت إذاعة المكلا قد أعدت نفسها لهذا الحدث حيث أضافت برامج أخرى تستوعب حاجة المستمعين الجدد في هذه المناطق للخدمة الإعلامية وأخرجت برامجها من الدائرة الضيقة المتمحورة في مدينة المكلا كما انتظمت في دورتها البرامجية وكسبت معدين جدد من ذوي الدراية والخبرة والإلمام بالوظيفة الإعلامية والمهمات المنوطة بها.
وفي عام 1986م تم دمج إدارة الثقافة مع إدارة الإعلام وسميت (إدارة الثقافة والإعلام) ودمجت إذاعة المكلا ضمن هذه الإدارة لتصبح قسماً من أقسامها وفقدت الإذاعة خلال تلك الفترة العديد من الإمكانيات التي كانت بحوزتها وحول بعض كادرها الفني والادراي وإجمالا فقد كانت فترة عصيبة مرت بها لم تخرجها منها إلا عند اعلان الوحدة اليمنية الذي تحقق في 22 مايو 1990م.